# 第51次長期滞在
第51次長期滞在（だい51じちょうきたいざい、2017年4月 - 6月）は、51回目の国際宇宙ステーションでの長期滞在であり、2017年4月10日のソユーズMS-2出発で始まり、2017年6月2日にソユーズMS-03が出発するまで継続した。ペギー・ウィットソン、オレッグ・ノヴィツキーおよびトマ・ペスケは第50次長期滞在から移行し、ペギー・ウィットソンが船長の任務を引き継いだ。ウィットソンは、以前の第16次長期滞在時も含めて、2回のISS長期滞在の指揮をとった初めての女性となった。
2017年にロシア人宇宙飛行士の人数削減が決定されたことから、ソユーズMS-04は2名の宇宙飛行士だけを載せて2017年4月20日に打ち上げられ、第51次長期滞在の乗組員は5名となった。第51次長期滞在から第52次長期滞在への指揮権の移行は2017年6月1日に行われた。公式には、第51次長期滞在は2017年6月2日 10:47 UTCのソユーズMS-03のドッキング解除で終了したことになっている。

## クルー
| ポジション            | 第1期 （2017年4月）                              | 第2期 （2017年4月 - 6且）                           |
| --------------------- | ------------------------------------------------ | --------------------------------------------------- |
| 船長                  | ペギー・ウィットソン、NASA 3回目で最後の宇宙飛行 | ペギー・ウィットソン、NASA 3回目で最後の宇宙飛行    |
| 第1フライトエンジニア | オレッグ・ノヴィツキー、RSA 2回目の宇宙飛行      | オレッグ・ノヴィツキー、RSA 2回目の宇宙飛行         |
| 第2フライトエンジニア | トマ・ペスケ、ESA 1回目の宇宙飛行                | トマ・ペスケ、ESA 1回目の宇宙飛行                   |
| 第3フライトエンジニア |                                                  | フョードル・ユールチキン、RSA 5回目で最後の宇宙飛行 |
| 第4フライトエンジニア |                                                  | ジャック・フィッシャー、NASA 唯一の宇宙飛行         |

## ミッションの概要

### 第50次/第51次長期滞在の打ち上げとドッキング
ソユーズMS-03は2016年11月17日に打ち上げられ、オレッグ・ノヴィツキー、ペギー・ウィットソンおよびトマ・ペスケを輸送した。MS-03は2016年11月19日にラスヴェット・モジュールにドッキングした。

### 2017年4月 - 第51次長期滞在の開始

#### 訪問者を迎える準備

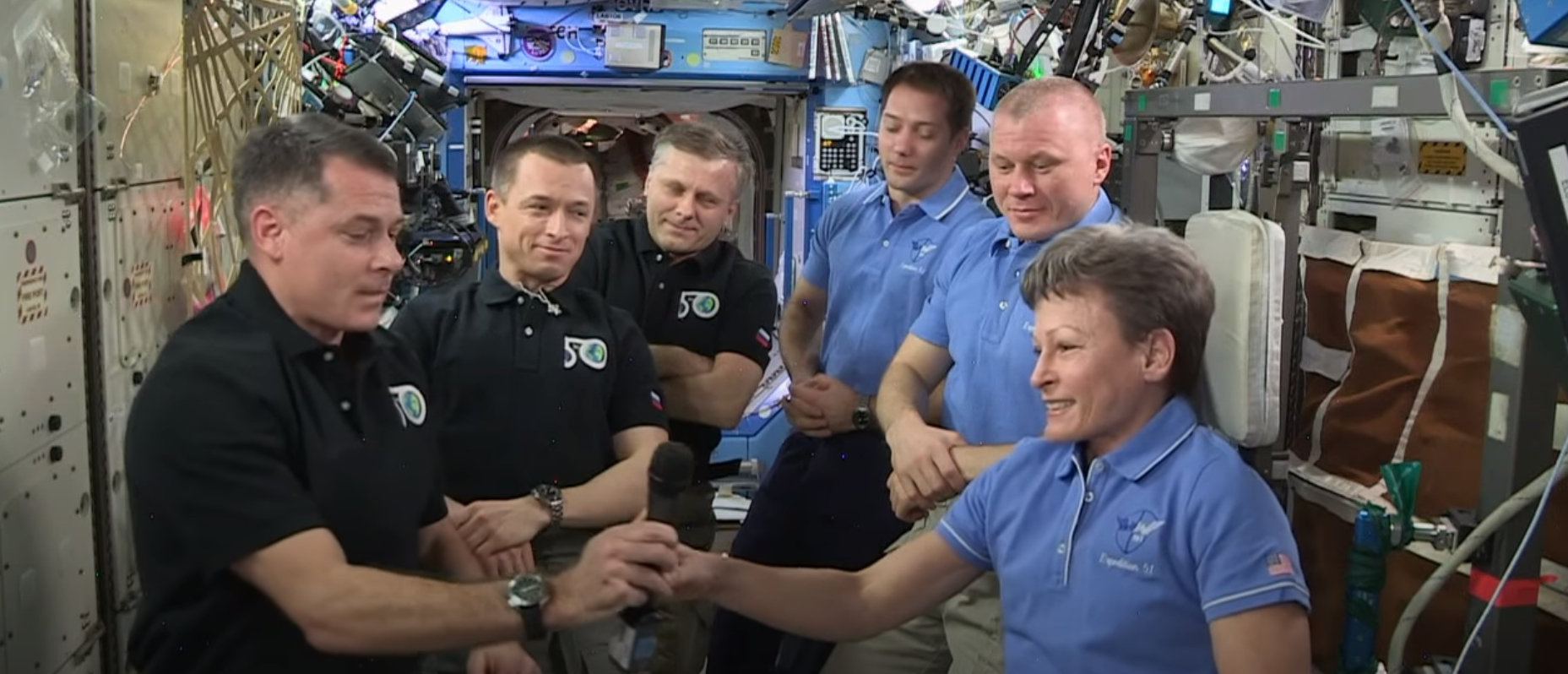
シェーン・キンブロー宇宙飛行士（左端）がペギー・ウィットソン（右端）にステーションの指揮権を引き渡した。二人の間では左から、第50次長期滞在のセルゲイ・リジコフとアンドレイ・ボリセンコが黒いシャツを、第51次長期滞在のトマ・ペスケとオレッグ・ノヴィツキーが青いシャツを着用している。

2017年4月9日に、NASAの宇宙飛行士シェーン・キンブローが指揮をとる第50次長期滞在から、ステーションの制御権がウィットソンが指揮する第51次長期滞在に引き渡された。ロスコスモスの宇宙飛行士のセルゲイ・リジコフおよびアンドレイ・ボリセンコともにキンブローは、ソユーズMS-02に搭乗して4月10日の7:57 UTCにステーションからドッキング解除し、カザフスタンのジェスカスガン南東に安全に着陸した。第50次長期滞在が出発すると、クルーは人体実験及びアメリカの宇宙服のメンテナンスを開始した。ペスケが5月12日の宇宙遊泳に備えて宇宙服内の水タンクを捨て、ガスを排出している間に、ウィットソンはステーションに新しく設置された照明がクルーの健康にどのような影響を与えているのかを調べた。長期滞在を通して、クルーは自らの役割を軌道上の科学者と保守技術者の間で行き来し、朝から無重力環境で極端な温度に加熱された物質に何が起きるかを観察したり、プログレスM-66の水タンクを洗浄したりした。

#### 研究
クルーは東京べか菜とロメインレタスをVeggie施設で育てた。Veg-03にはさらにVeggie植物生育チャンバーおよび植え付けピローのコンセプトの照明を示すというコールが設定されていた。太陽系内での長期間のミッションでは、クルーの食事を補うために新鮮な食品を供給することが求められている。これまでの研究は生産性に注目していたが、ISSの限られた空間では大規模な作物生産実験ができなかった。
クルーは「きぼう」の流体実験ラックでのJAXAのタンパク質結晶生成実験（第2期シリーズ第6回実験）の設置と設定を行った。47種のタンパク質が納められた2つの容器が、多剤耐性菌、アルツハイマー病、筋ジストロフィーおよび歯周病のための薬剤を開発するために一定の温度の微小重力環境で6週間かけて高品質のタンパク質を成長するために、ロシアと日本の研究者によって準備された。

#### 新たな到着：ソユーズMS-04とシグナス7

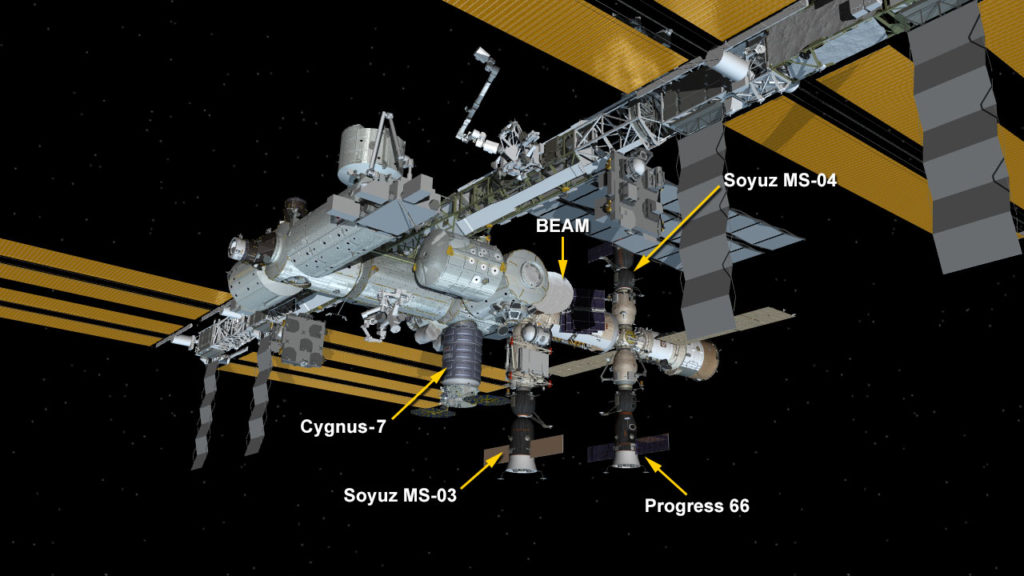
ISSの構成 - 2017年4月

ヒョードル・ユールチキンとジャック・フィッシャーが搭乗したソユーズMS-04が2017年4月20日木曜日の7:13 UTCにカザフスタンのバイコヌール宇宙基地から打ち上げられた。クルーは13:18 UTCにソユーズをポイスクにドッキングさせた。ハッチは4月20日の15:25 UTCに開放され、第51次長期滞在のメンバーはウィットソン、ノヴィツキー、ペスケ、ユールチキン、フィッシャーの5人が揃った。4月20日に、ペスケとウィットソンはオービタルATKのシグナス7輸送宇宙機を10:05 UTCに捕捉するために宇宙ステーションのカナダアーム2を使用した。第51次および第52次長期滞在のための3,459 kgの研究及び補給物資を搭載したシグナス宇宙機は、12:39 UTCにユニティ・モジュールの地球側ポートにドッキングした。

#### マイルストーン
2017年4月24日にペギー・ウィットソンは、ジェフリー・ウィリアムズの534日を超えて、累積宇宙滞在日数のアメリカ記録を更新した。ウィットソンはドナルド・トランプ大統領からお祝いの電話を受け、その場でフィッシャーとともにNASAの宇宙での研究や2030年代の火星探査計画について議論した。

### 2017年5月 - 研究と船外活動

#### 研究の継続
長期間宇宙空間で生活することの症状の一つは、上半身の体液量が増えることにより眼球の奥に圧力がかかり、長期のミッションの最中や、ミッション後に宇宙飛行士が視力障害を訴えるというものである。第51次長期滞在ではNASAがさらに宇宙でのミッションを計画するのを支援するために、宇宙飛行士は目の超音波スキャンと視力検査を定期的に受けていた。宇宙での生活の別の症状は骨量の現象で、ウィットソンとペスケは宇宙空間の飛行士の骨に与える影響の、分子機構を研究するために骨粗鬆症の骨の研究用のサンプルを用意した。フィッシャー、ユールチキンおよびノヴィツキーは、"Fluid Shift"と呼ばれるNASAとロスコスモスの共同研究で、上半身への体液の流れを逆転させる独特のスーツの試験を行った。学生の科学コンテストで優勝した提案である別の研究は、宇宙旅行が飛行士のDNAや免疫システムに影響を与えるのかを追跡するというものである。ペスケは宇宙での遺伝子の研究を完了した。フィッシャーは、5月19日にヒトの脳の構造と機能が宇宙でどのように変化するのかをテストする、神経マッピング実験のための装置に自らを固定した。

#### CubeSatの展開
5月15日に、日本のきぼう・モジュールが地球の熱圏の特性の研究と、実験的なレーダー・システムの試験のためにさまざまな種類のCubeSatを放出した。5月末に、民間企業のNanoracksときぼう実験モジュールによって、17機のCubeSatが2日間に渡って展開された。

#### ISSでの200回目の宇宙遊泳 - EVA 1
ウィットソンとフィッシャーが5月12日に科学実験の電力の供給とデータ接続を提供する大型のアビオニクスボックスを交換するための4時間の宇宙遊泳を完了した。両名はアルファ磁気分光器のデータを伝送するコネクターを設置し、日本のロボットアームの結合部の断熱材を修理し、与圧結合アダプタ-3の防護シールドを設置した。200回目の宇宙遊泳で、宇宙飛行士はステーション外部での作業は合計で1,247時間55分に達した。

#### コンピューター中継ボックスの交換 - EVA 2
S0トラス上の2つの完全に冗長化されたマルチプレクサー＝ディマルチプレクサー（MDM）でター中継ボックスの一つが5月21日の18:28 UTCに故障した。クルーは故障を報告したが、そのことからの危険はなかった。5月23日にウィットソンとフィッシャーはMDM-1コンピューター中継ボックスを交換するとともに、将来の宇宙遊泳での無線通信を強化する一組のアンテナを設置するための2時間46分の宇宙遊泳を完了した。

### 2017年6月7 - 第52次長期滞在への引き継ぎ

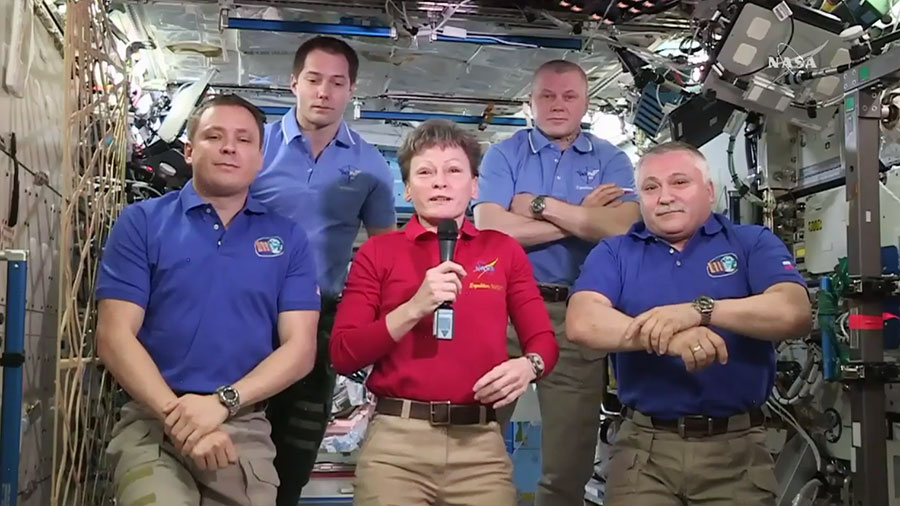
ウィットソン（赤いシャツ）がユールチキン（前列右）に指揮を引き継いだ。前列左はフィッシャー、後列は左からペスケとノヴィツキー。

6月1日に、ウィットソンが指揮をとった第51次長期滞在は、伝統的な指揮交代式で国際宇宙ステーションの指揮をロシア人宇宙飛行士のフョードル・ユールチキンに引き継いだ。第52次長期滞在は、公式にはロスコスモスのオレッグ・ノヴィツキーとESAのトマ・ペスケが搭乗したソユーズMS-03が2017年6月2日に出発して始まった。

## 宇宙遊泳
| EVA #                | 宇宙遊泳者 | 開始（UTC）         | 終了（UTC）         | 継続時間  |  |
|                      | |                     |                     |           |  |
| 第51次超期待愛 EVA 1 | ペギー・ウィットソン ジャック・D・フィッシャー | 2017年5月12日 13:08 | 2017年5月12日 17:21 | 4時間13分 |  |
| 第51次超期待愛 EVA 1 | エクスプレス補給キャリア（ExPCA）の交換、与圧結合アダプタ-3（PMA-3）前方側シールドの設置、アルファ磁気分光器（AMS） MIL-1553終端器の設置、きぼうマニピュレーター・システムの多層断熱材（MLI）の固定、PMA-3への可搬型足がかりの移動 |                     |                     |           |  |
| EVA 2                | ペギー・ウィットソン ジャック・D・フィッシャー | 2017年5月23日 12:20 | 2017年5月23日 15:06 | 2時間46分 |  |
| EVA 2                | 故障したマルチプレクサー＝ディマルチプレクサー（MDM）の交換、2基の無線通信アンテナの設置 |                     |                     |           |  |

## ISSへの無人宇宙飛行
第51次長期滞在中に国際宇宙ステーションに訪れた再補給ミッション：
| 宇宙機 - ISS飛行番号         | 国       | ミッション | 打ち上げ者    | 打ち上げ （UTC）       | ドッキング/係留 （UTC）† | ドッキング解除/係留解除 （UTC） | 継続時間（ドッキング） | 軌道離脱            |
| ---------------------------- | -------- | ---------- | ------------- | ---------------------- | ------------------------ | ------------------------------- | ---------------------- | ------------------- |
| シグナス CRS OA-7 - CRS OA-7 | アメリカ | 物流       | アトラスV 401 | 2017年4月18日 15:11:26 | 2017年4月22日 10:16      | 2017年6月4日 11:05              | 43日 49分              | 2017年6月11日 17:08 |